# Gonen (Jerozolima)
Gonen (hebr. גונן; arab. جونين; nieoficjalnie Katamon, hebr. קטמון; arab. قطمون) – osiedle mieszkaniowe w Jerozolimie w Izraelu, znajdujące się na terenie Zachodniej Jerozolimy.

## Położenie
Osiedle leży w południowo-zachodniej części miasta. Na północy znajdują się osiedla Kirjat Szemu’el, Najot i Giwat Ram, na zachodzie osiedla Rassco, Giwat Mordechaj, Bajit We-Gan, Ramat Szaret i Malha, na południu osiedla Pat i Talpijjot, a na wschodzie osiedla Ha-Moszawa ha-Jewanit i Komemijjut.

## Historia
Osiedle powstało tuż przed I wojną światową. Jeszcze w 1914 wytyczono siatkę ulic i wybudowano pierwszych pięć domów. Potem na czas trwania wojny wstrzymano dalsze prace budowlane, które wznowiono w 1924 już w Mandacie Palestyny. Osiedle było zamieszkałe głównie przez zamożnych chrześcijańskich Arabów, którzy w tej okolicy budowali swoje prywatne wille.
Podczas wojny domowej w Mandacie Palestyny osiedle zajmowało strategiczną pozycję pomiędzy dwoma dzielnicami żydowskimi i z tego powodu stało się polem walk toczonych podczas bitwy o Jerozolimę. W nocy z 5 na 6 stycznia 1948 członkowie żydowskiej organizacji paramilitarnej Hagana zdetonowali bombę podłożoną w Hotelu Semiramis w osiedlu Gonen. W zamachu zginęło 24 lub 26 osób. Podczas operacji Jevussi w dniu 28 kwietnia żydowskie siły rozpoczęły natarcie na osiedle, które zostało zajęte po ciężkich walkach 2 maja. Żydzi utracili tutaj 10 zabitych i 80 rannych, natomiast Arabowie 80 zabitych i 150 rannych. Po zakończeniu walk żołnierze żydowscy dopuścili się grabieży mienia arabskiego pozostawionego przez mieszkańców, którzy uciekli przed walkami. Zdobycie tej wioski odblokowało komunikację z żydowskim osiedlem Talpijjot. Podczas wojny o niepodległość w dniu 28 maja upadła Dzielnica Żydowska na Starym Mieście Jerozolimy. Około tysiąca żydowskich uchodźców przeniesiono wówczas do opuszczonych arabskich domów w osiedlu Gonen. W dniu 17 września 1948 na terenie osiedla zamachowcy z żydowskiej organizacji paramilitarnej Lechi zamordowali mediatora ONZ w Palestynie Folkego Bernadotte’a.